# 斯塔福德鎮區 (堪薩斯州斯塔福德縣)
斯塔福德鎮區（英語：Stafford Township）為美國堪薩斯州斯塔福德縣轄下的鎮區。2010年美国人口普查中此鎮區人口有1,159人。

## 地理
斯塔福德鎮區涵蓋總面積為93.3平方（36.04平方英里），其中陸地面積為93.3平方（36.04平方英里），水域面積為0平方（0.00平方英里）或0.00%。

## 人口統計
根據2010年美國人口普查，斯塔福德鎮區人口有1,159人，其中男性有544人，女性有615人，人口密度為每平方公里12.42人，住房計686戶。鎮區內的白人有1,099人，非裔美國人有8人，美洲原住民有18人，亞裔美國人有2人，太平洋島裔美國人有0人，其他種族有16人，混血種族則有16人。此外鎮區內有61人為西班牙裔或拉丁裔美國人。此鎮區之年齡中位數為48.4歲，而男性年齡中位數為45.5歲，女性年齡中位數為50.8歲。

## 交通

### 主要公路
- 50號美國國道